# Put oko svijeta za 80 dana (2004.)
Put oko svijeta za 80 dana je komedija iz 2004. godine. Glavne uloge tumače Jackie Chan, Steve Coogan i Cécile de France. Film je sniman u više zemalja, a to su: SAD, Njemačka, Irska i Velika Britanija.
Philleasa Fogga u Londonu
smatraju neoobičnim cirkusantom, a znanstvenici iz Kraljevske akademije ne primaju ga u svoje redove. Smiješno im je što misli da će poletjeti. 

## Uloge
- Jackie Chan kao Passepartout / Lau Xing
- Steve Coogan kao Phileas Fogg
- Cécile de France kao Monique Laroche
- Jim Broadbent kao Lord Kelvin
- Roger Hammond kao Lord Rhodes
- David Ryall kao Lord Salisbury
- Ian McNeice kao Kitchener
- Kathy Bates kao kraljica Viktorija
- Arnold Schwarzenegger kao princ Hapi
- Owen Wilson kao Wilbur Wright
- Luke Wilson kao Orville Wright
- Rob Schneider kao Hobo
- John Cleese kao policajac
- Richard Branson kao čovjek
- Ewen Bremner kao inspektor Fix
- Sammo Hung kao Wong Fei Hung
- Karen Mok kao generalka Fang
- Daniel Wu kao Bak Mei
- Robert Fyfe kao Jean Michel
- Mark Addy kao kapetan broda Karmen

## Vanjske poveznice
- Put oko svijeta za 80 dana u internetskoj bazi filmova IMDb-a